# Moi C Kim
Moi C Kim est une série télévisée française en 30 épisodes de 2 minutes créée par Karen Azoulai (Karen Perla) et diffusée depuis le 24 octobre 2007 sur NRJ 12.

## Synopsis
Dans cette série à sketches, Kim, 16 ans, parle de ses préoccupations.

## Distribution
- Charlotte Mangel : Kim
- Laura Salvatore : Léa
- Yoann Moess : Thomas
- Aurélien Casadei : Fred
- Kim Lewin : Ilana

## Épisodes

### Première saison
1. Aïe la coupe !
2. Bac blanc
3. Blues d'un soir
4. Mecs pas trop matures
5. Comment garder son mec
6. Dents de star
7. J'ai pas choisi mon frère
8. Elle m'a piqué mon mec
9. L'homme idéal ?
10. Les seins des copines
11. Trop belles mes lunettes
12. Y'a des matins !
13. Zut un bouton !
14. Rencontre Top...et Flop !
15. Épilation, mutilation ?

### Deuxième saison
1. Fesse par-ci, fesse par-là
2. Touches pas à mes copines!
3. Chauds les Abdos ?
4. Jean's Deprim'
5. R U String ?
6. Pas cool...
7. Voyante, es-tu là ?
8. Soirée d'impro
9. Gueule de moi !
10. Je veux ce mec !
11. Flag !
12. LOL
13. Pulp ou pas ?
14. Les règles, C galère !
15. Shoes 4 Ever